# عبدالله عامری الحسینی
عبدالله عامری الحسینی (زادهٔ ۱۳۰۱ تهران – درگذشتهٔ ۲۰ مهر ۱۳۹۶ در گوهردشت کرج) نقاش نوگرای ایران بود.

## زندگی‌نامه
عبدالله عامری سال ۱۳۰۱ خورشیدی در محلۀ امام‌زاده یحیی تهران در یک خانواده مذهبی متولد شد و از همان کودکی به نقاشی می‌پرداخت. او دیپلم نقاشی خود را در هنرستان کمال الملک به پایان رساند و سپس به دانشکده هنرهای زیبا رفت.
عامری الحسینی به همراه محمود جوادی‌پور و احمد اسفندیاری  از نخستین فارغ‌التحصیلان دانشکدۀ هنرهای زیبا بودند که شیوه جدیدی در نگرش نقاشی آن زمان به وجود آورده بودند. وی در طول تحصیل با نوگرایی در نقاشی و مکتب‌هایی چون امپرسیونیسم و پست‌امپرسیونیسم آشنا شد و سپس با کسب تجربه این راه را ادامه داد. پس از فارغ‌التحصیلی با گرایش‌های دیگری چون کوبیسم، نقاشی انتزاعی و نیمه انتزاعی، سورئالیسم آشنا شد.

وی همچنین به هنر ایرانی توجه داشت. با این همه تنوع در سبک‌ها و نقاشی‌های او تمامی آثار وی از عشق به طبیعت و مفهوم گرایی پیروی می‌کند. او در آثار خود از رنگ‌های روشن و درخشان که انعکاس خلوص و پاکی و بهره‌گیری از نگارگری ایرانی بود استفاده می‌کرد.
وی در سال ۱۳۴۱ نمایشگاهی در تالار فرهنگ برگزار کرد و پس از آن در سال ۱۳۵۶ نمایشگاه دیگری برگزار کرد.
عامری از جمله هنرمندانی بود که متأسفانه مورد بی مهری اصحاب رسانه و هنر قرار گرفت. با انتشار کتاب پیشگامان نقاشی معاصر ایران (نشر هنر ایران، ۱۳۷۶) توسط جواد مجابی این هنرمند به نسل‌های بعدی معرفی شد. در سال ۱۳۸۶ متأسفانه در بسیاری از خبرگزاری‌ها خبر درگذشت ایشان درج شد. وی سرانجام در ۲۰ مهرماه ۱۳۹۶ درگذشت.